# Ovocné knedlíky

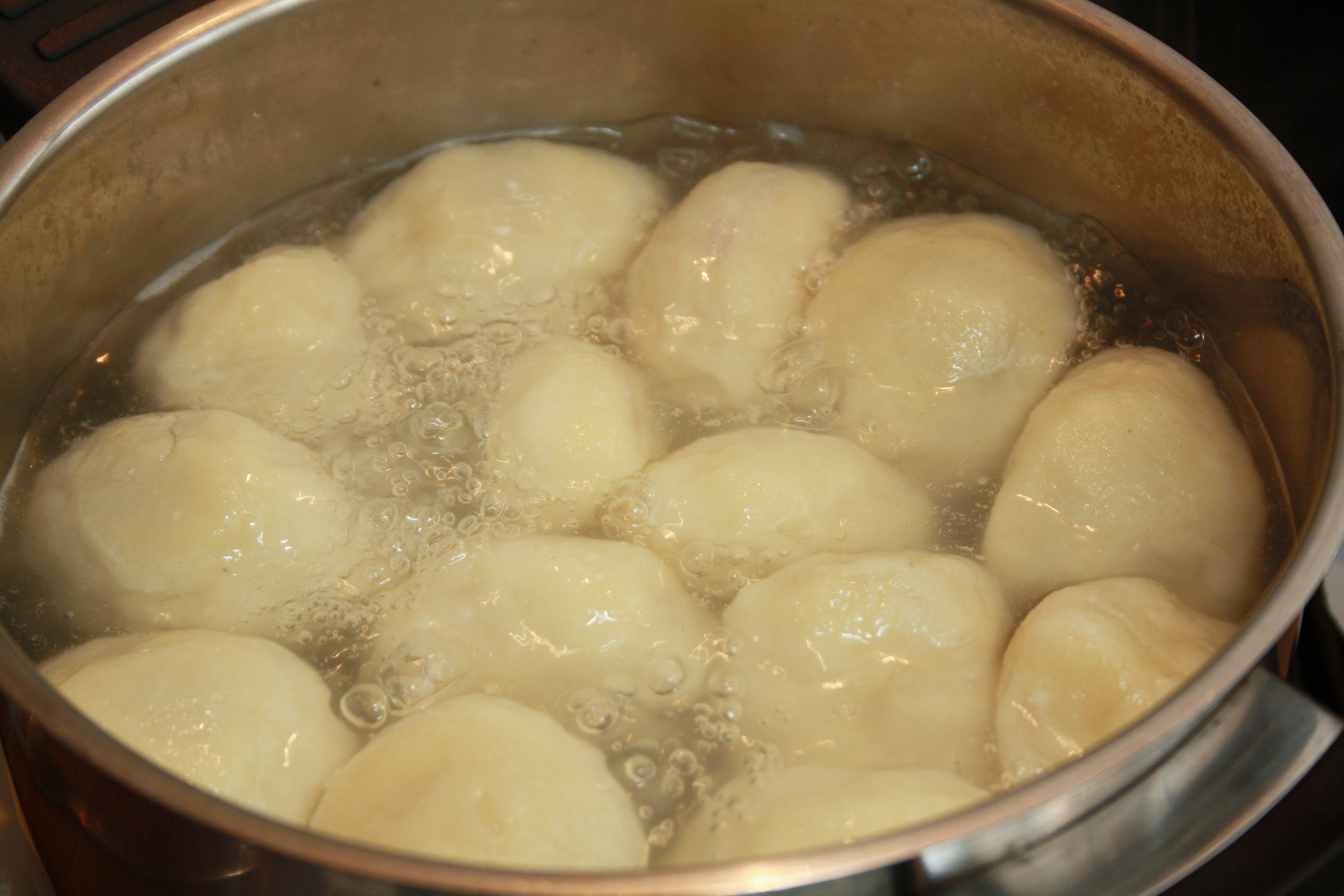

Món bánh mỳ hấp có nhân mứt hoa quả xay nghiền (tiếng Séc: ovocné knedlíky) được làm từ bột khoai tây nhào trộn và bộc mứt nghiền trái cây, sau đó đem luộc và được dùng với bơ, đường và pho mát. Có rất nhiều loại bánh bao hoa quả khác nhau được chế biến cùng nhiều loại trái cây đa dạng như dâu tây, đào, anh đào, mơ, mận... Những món ăn này không chỉ đơn thuần được coi như món tráng miệng mà đôi khi được xem là một món ăn chính trong bữa ăn. Trong dịp lễ Giáng sinh, món bánh vánočka sẽ được làm cùng với rất nhiều bánh quy và kẹo ngọt (vánoční cukroví).